# Ченог (верхний приток Камы)

Ченог — река в России, протекает в Афанасьевском районе Кировской области. Устье реки находится в 1652 км по левому берегу реки Кама. Длина реки составляет 23 км.
Исток реки в лесах в 7 км к северо-востоку от посёлка Лытка (центр Лыткинского сельского поселения). Река течёт на северо-восток, всё течение проходит по ненаселённому лесу. Впадает в Каму у нежилой деревни Ченог напротив деревни Ромаши (Пашинское сельское поселение).

## Данные водного реестра
По данным государственного водного реестра России относится к Камскому бассейновому округу, водохозяйственный участок реки — Кама от истока до водомерного поста у села Бондюг, речной подбассейн реки — бассейны притоков Камы до впадения Белой. Речной бассейн реки — Кама.
По данным геоинформационной системы водохозяйственного районирования территории РФ, подготовленной Федеральным агентством водных ресурсов:
- Код водного объекта в государственном водном реестре — 10010100112111100000221
- Код по гидрологической изученности (ГИ) — 111100022
- Код бассейна — 10.01.01.001
- Номер тома по ГИ — 11
- Выпуск по ГИ — 1